# Antonio José Holguín

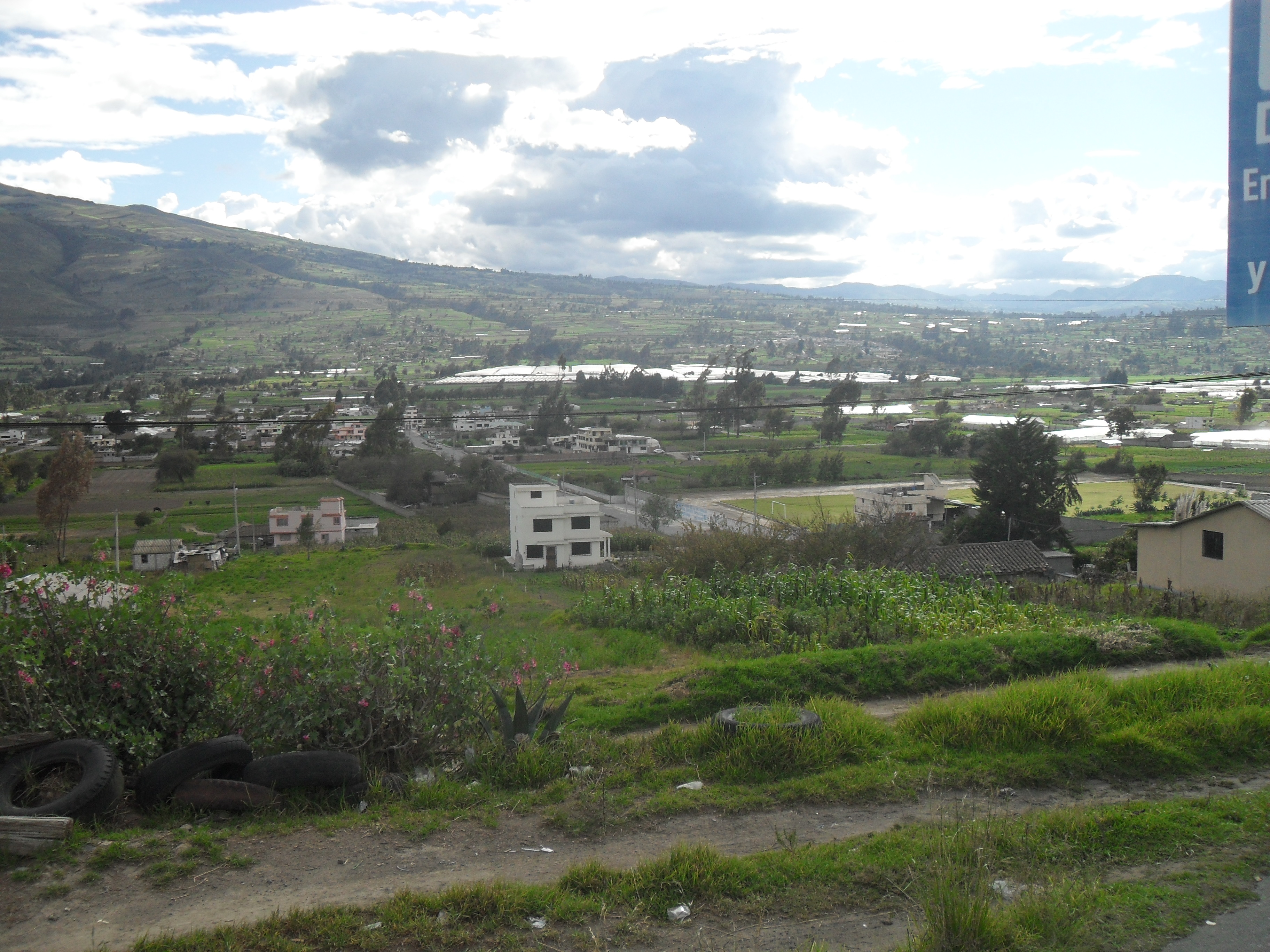
Blick nach Westen auf Santa Lucía

Antonio José Holguín ist eine Parroquia rural („ländliches Kirchspiel“) im Kanton Salcedo der ecuadorianischen Provinz Cotopaxi. Verwaltungssitz ist Santa Lucía. Die Parroquia besitzt eine Fläche von 7,26 km². Die Einwohnerzahl lag im Jahr 2010 bei 2664.

## Lage
Die Parroquia Antonio José Holguín liegt im Andenhochtal von Zentral-Ecuador. Das Gebiet liegt in Höhen zwischen 2640 m und 2760 m. Die Längsausdehnung in Nord-Süd-Richtung beträgt 4 km, die mittlere Breite bei 1,4 km. Die Fernstraße E35 (Latacunga–Ambato) verläuft entlang der östlichen Verwaltungsgrenze. Der etwa 2700 m hoch gelegene Hauptort befindet sich 6 km südsüdwestlich des Kantonshauptortes San Miguel de Salcedo.
Die Parroquia Antonio José Holguín grenzt im Norden und im Osten an die Parroquia Panzaleo, im Süden an die Provinz Tungurahua mit der Parroquia Cunchibamba (Kanton Ambato) sowie im Westen an die Parroquia Mulalillo.

## Orte und Siedlungen
In der Parroquia Antonio José Holguín gibt es 9 Barrios rurales: Barrio Nuevo, La Unión Virgen de Guadalupe, La Unión,
La Primavera, La Libertad, Chasualó 1, Chasualó 2, Guantojaló und Santa Lucía Centro.

## Geschichte
Die Parroquia Antonio José Holguín wurde am 14. Dezember 1944 gegründet. Namensgeber war Antonio José Holguín, ein im Kanton Salcedo aktiver Politiker.